# Carlo Felice Trossi
Carlo Felice Trossi, italijanski dirkač, * 27. april 1908, Biella, Italija, † 9. maj 1949, Milano, Italija.
Carlo Felice Trossi se je rodil 27. aprila 1908 v italijanskem mestu Biella. Prvo pomembnejšo zmago je dosegel v sezoni 1933, ko je zmagal na dirki Florence Circuit z Alfo Romeo. V naslednji sezoni 1934 je dosegel tri zmage, na dirkah Velika nagrada Montreuxa, Velika nagrada Vichyja in domači Biella Circuit. Po nekaj sezonah brez večjih uspehov je naslednjič zmagal v sezoni 1937 na dirki Superba Circuit. Po drugi svetovni vojni je dosegel še dve zmagi, na dirkah za Veliko nagrado Italije v sezoni 1947 in Veliko nagrado Švice v sezoni 1948, obe sta bili dirki najvišjega ranga Grandes Épreuves. Leta 1949 je umrl za možganskim tumorjem.